# Robert Clarke (journaliste)
Pour les articles homonymes, voir Clarke et Robert Clarke.
Robert Clarke est un journaliste scientifique, producteur et animateur d’émissions de télévision, et écrivain français, né le 9 janvier 1922 à Olivet (Loiret) et mort le 13 octobre 2019 à Paris,,. 

## Biographie
Il a été journaliste scientifique au Parisien libéré, à France-Soir, au Matin de Paris,.
Il a présenté les émissions de télévision annuelle À la poursuite des étoiles de 1962 à 1981 et il est notamment connu pour son émission mensuelle L'Avenir du futur de 1975 à 1987.
Il est l'un des fondateurs de l'Association des journalistes scientifiques de la presse d'information (AJSPI) dont il a été président en 1982.
Robert Clarke est l'auteur de Les Nouvelles Énigmes de l'univers  (PUF, 1999), Super cerveaux (PUF, 2001) et Naissance de l'homme (Seuil, 2001).

## Publications
- Naissance de l'homme, Paris, 2001, Collection  Points Sciences,  Éditions du Seuil, 300 p.
- Les enfants de la science ,  préface Paul Milliez, Paris, 1984, ed Stock, 275 p.
- L'homme mutant, Paris, 1989, ed.  R. Laffont, 218 p.
- Il était une fois le temps,  Paris, 2005, ed. Tallandier, 301 p.
- De l'univers à nous ou Les hasards de la vie, Paris, 1985  Éd. du Seuil, 154 p.
- Les nouvelles énigmes de l'univers, Paris, 1999,  Presses universitaires de France, 121 p.
- Super cerveaux , des surdoués aux génies,  Paris, 2001, Presses universitaires de France, 225 p.
- L'espion qui vient du ciel , Paris, 1970,   Hachette, 256 p.